# Pasquale Basile
Pasquale Basile (* um 1930) ist ein italienischer Stuntman, Waffenmeister und Schauspieler.
Basile, über dessen Herkunft nichts bekannt ist, trat erstmals 1956 für einen Film in Erscheinung. 1957 wurde er in La Gerusalemme liberata erstmals als Schauspieler geführt; in dieser Funktion war er bis 1978 immer wieder in Actionszenen von Genrefilmen zu sehen, für die er auch als Stuntman und Waffenmeister engagiert wurde.
Einige Male wurde er als Pat Basil geführt.

## Filmografie (Auswahl)
- 1965: Herr Major, zwei Flaschen melden sich zur Stelle (I due sergenti del generale Custer)
- 1966: Schneller als 1000 Colts (Thompson 1880)
- 1966: Yankee (Yankee)
- 1968: Giorni di sangue
- 1969: Blutrache einer Geschändeten (Testa o croce)
- 1969: La última aventura del Zorro
- 1970: L’oro dei bravados
- 1971: El Zorro, caballero de la justicia
- 1971: Freibeuter der Meere (Il corsaro nero)
- 1972: Fünf Klumpen Gold (Tutti fratelli nel West… per parte di padre)
- 1976: The 44 Specialist (Mark colpisce ancora)
- 1976: Karamurat – sein Kungfu ist tödlich (Kara Murat şeyh gaffar'a karşı)